# Un ange de trop
Pour plus de détails, voir Fiche technique et Distribution.
Un ange de trop (Heart Condition) est un film américain de James D. Parriott, sorti en salles en 1990.

## Synopsis
Persuadé que Napoleon Stone, qui couche avec son ex-compagne Crystal, est un escroc, l’inspecteur Jack Moony, un flic teigneux et porté sur la bouteille, ne le lâche pas d’une semelle. Mais la situation va s'inverser lorsque le policier, victime d'une crise cardiaque, se voit greffer le cœur de Stone, qui a été tué et que le fantôme de Stone le suit afin de retrouver le coupable de son assassinat en faisant équipe avec Moony, le seul lien qu'il a avec le monde des vivants.

## Fiche technique
- Titre original : Heart Condition
- Titre français : Un ange de trop
- Réalisation et scénario : James D. Parriott
- Photographie : Arthur Albert
- Musique : Patrick Leonard
- Montage : David Finfer
- Production : Steve Tisch
- Coproduction : Marie Cantin et Bernie Goldmann
- Production associée : Robert Shaye
- Décors : John Muto
- Distribution : New Line Cinema
- Genre : Policier, comédie dramatique et fantastique
- Pays de production :  États-Unis
- Durée : 100 minutes
- Dates de diffusion :
  - États-Unis : 2 février 1990
  - France : 18 juillet 1990

## Distribution
- Bob Hoskins (VF : Philippe Nicaud) : Jack Moony
- Denzel Washington  (VF : Pierre Saintons)  : Napoleon Stone
- Chloe Webb (VF : Catherine Privat) : Crystal Gerrity
- Roger E. Mosley  (VF : Théo Légitimus)  : Capitaine Wendt
- Diane Cary (VF : Danièle Hazan) : Terri Rinselle
- Ja'net DuBois (VF : Émilie Benoît) : Mme Stone
- Alan Rachins : Dr Posner
- Ray Baker : Harry Zara
- Jeffrey Meek  (VF : Gérard Berner)  : John Graham
- Eva LaRue Callahan : Peisha
- Monte Landis : le serveur du Beverly Palm Hotel